# VEE 10
Die normalspurige Dampflokomotive VEE 10 wurden von der Lokomotivfabrik Henschel für die Vorwohle-Emmerthaler Eisenbahn-Gesellschaft gebaut und während ihrer etwa 40-jährigen Dienstzeit bei der Deutschen Eisenbahn-Betriebsgesellschaft auf mehreren Bahnstrecken verwendet.
Es ist nicht genau bekannt, ob weitere Exemplare der Baureihe gefertigt wurden. Die Lokomotive war eine Heißdampf-Lokomotive für den Einmannbetrieb. Sie war bis 1965 in Betrieb und wurde dann ausgemustert sowie verschrottet.

## Geschichte und Einsatz
Die VEE 10 war für den gemischten Betrieb auf Lokalbahnen vorgesehen.

### Vorwohle-Emmerthaler Eisenbahn-Gesellschaft
Henschel lieferte 1926 an die Vorwohle-Emmerthaler Eisenbahn-Gesellschaft eine Lokomotive in Heißdampfausführung für Einmannbetrieb, die für den Personenzug-, Güterzug- und Rangierdienst vorgesehen war. Die Leistung der Lok war auf steigungsreichen Strecken sehr begrenzt.

### Deutsche Eisenbahn-Betriebsgesellschaft
In den 1930er Jahren kam die Lokomotive zu anderen Bahnen der Deutschen Eisenbahn-Betriebsgesellschaft und wurde dort bevorzugt im leichten Personenverkehr auf den Strecken Neheim–Hüsten–Sundern, Oberschefflenz–Billigheim, Voldagsen–Delligsen und wieder bei der Vorwohle-Emmerthaler Eisenbahn-Gesellschaft eingesetzt. Die Lokomotive war für geringe Betriebskosten bekannt. Ab dem Anfang der 1960er Jahre wurde sie von der SWEG Südwestdeutsche Landesverkehrs-AG eingesetzt. Sie wurde 1965 ausgemustert und Ende des Jahres verschrottet.

## Technik
Die Lokomotive hatte Achsfolge B. Sie besaß einen Blechrahmen, in dem ein Wasserkastenbehälter mit 2,5 m³ Inhalt eingenietet war. Die Lok besaß auf der linken Seite einen äußeren Vorratsbehälter für die Kohlen. In der Stirnseite des Führerhauses war ein Einstieg vorhanden, damit der Zugführer während der Fahrt den Führerstand betreten konnte. Zur Sicherung waren an der Rauchkammer und auf dem Umlauf Geländer angebracht.
Die Lokomotive besaß einen Kessel mit 119 Heizrohren mit einer Rohrlänge von 2.075 mm und einem kleinen Überhitzer. An dessen Umkehrenden brannten öfters die Rohre durch. Die Lok besaß stählerne Räder, die oberhalb von den Achslagern durch Blattfedern abgefedert wurden. Die mit Kolbenschiebern gesteuerte Dampfmaschine wurde durch eine Hebelsteuerung bedient, der Kreuzkopf war beidseitig mit Rotguss-Gleitschuhen versehen.